# Michel Mathieu
Michel Mathieu (ur. 25 lipca 1944 w Montpellier, zm. 1 października 2010 w Paryżu) – francuski polityk. Wysoki Komisarz Republiki w Nowej Kaledonii od 9 września 2005 do 25 października 2007. Wcześniej od 17 listopada 2001 do 30 lipca 2005 był Wysokim Komisarzem Republiki w Polinezji Francuskiej.
Mathieu ukończył francuską École nationale d’administration. W przeszłości zajmował wiele stanowisk w administracji lokalnej we Francji. W 1979 został prefektem Cognac, w 1989 prefektem Eure, w 1992 prefektem Oise, w 1999 prefektem Val-d’Oise.
14 października 2007 Mathieu ogłosił swoją rezygnację ze stanowiska Wysokiego Komisarza z powodu otwartego konfliktu i różnicy zdań z francuskim Sekretarzem Stanu ds. Terytoriów Zamorskich, Christianem Estrosim. 25 października 2007 został zastąpiony przez Yves’a Dassonville.
Michel Mathieu zmarł 1 października 2010.